# Barco del arroz
El Barco del arroz es el nombre dado en Andalucía y Extremadura a varias leyendas urbanas referentes a barcos cargados con ayuda humanitaria que desaparecieron misteriosamente, sin llegar a su destino en varias épocas (décadas de 1940, 1950, 1980, 1990). Estas leyendas dieron origen a la expresión estar más perdido que el barco del arroz.

## Calaceite
Podríamos considerarlo el precursor de estas leyendas. Ocurrió en enero de 1937, en plena guerra civil, cuando Málaga sufrió asedio por parte del bando sublevado. El gobierno republicano fletó un barco, el Delfín, cargado de alimentos, un barco del arroz, tal como se los denominaba popularmente aunque en su carga no llevara este cereal.
Este barco fue torpedeado por el submarino italiano Ciro Menotti el 30 de enero de 1937. El barco que llevaba una carga de harina, aceite y bacalao embarrancó cerca de la playa, la tripulación pudo salvarse pero no así la carga, que se perdió produciéndose también un vertido de combustible. Aquella «marea negra» dio nombre a la playa frente a la que se hundió, Calaceite.
Con el tiempo, el pecio dio origen a visitas de numerosos submarinistas.

## Alcatraz
El Alcatraz fue un barco argentino enviado en la década de 1940 por el gobierno de Juan Domingo Perón a la España de la posguerra. Dicho barco, según informó el gobierno argentino, iba cargado de arroz, pero nunca llegó a las costas andaluzas. La versión más extendida del extravío es el hundimiento del barco, que dio origen a la locución.
Se especula también que la tripulación del barco se hubiera quedado con este y su contenido. Otras versiones relatan que la tripulación sufrió una enfermedad contagiosa y todos murieron, sin posibilidad de que el cargamento llegara a puerto.

## El vapor de Cádiz
Se cuenta que, en la década de 1950, un barco de vapor cargado de arroz se soltó de sus amarras cuando estaba amarrado en el Muelle de Cádiz, fue arrastrado por la corriente hacia la costa y se abrió, soltando todo su cargamento. En esta ocasión, el arroz pudo ser salvado con grúas.

## Ayuda humanitaria a Etiopía
En la década de 1980, se llevó a cabo en Sevilla una colecta de arroz procedente de las Marismas del Guadalquivir, para ser enviadas a Etiopía. Una vez que el barco zarpó, los sevillanos no tuvieron noticias de la llegada de este al país africano, ni de su regreso. Este hecho popularizó aún más el dicho.

## El «barco del arroz» de Sanlúcar de Barrameda - Chipiona

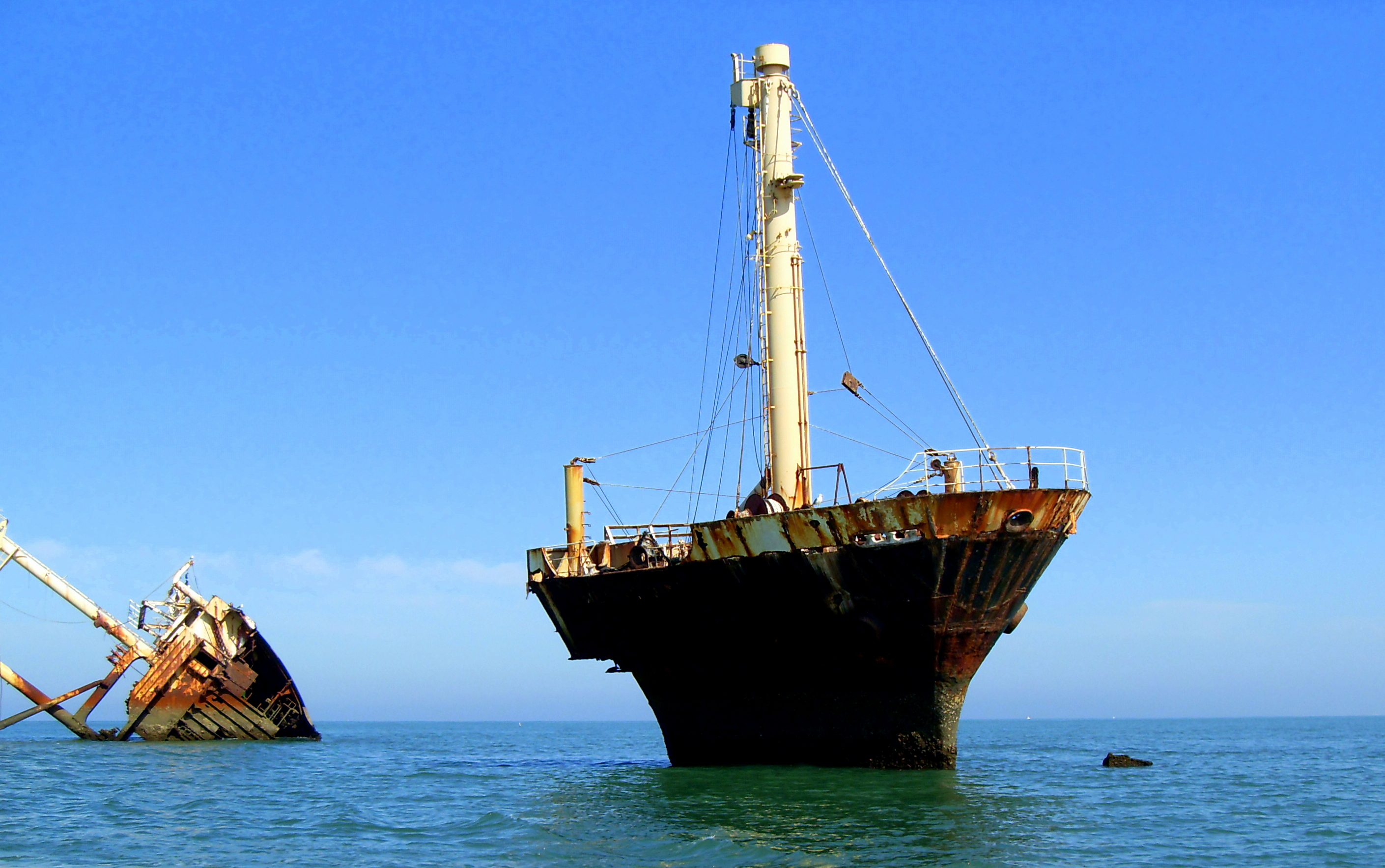
El llamado barco del arroz embarrancado en la desembocadura del Guadalquivir frente a las playas de Sanlúcar de Barrameda.

El 27 de febrero de 1994, un barco chipriota cargado con 6080 toneladas de arroz procedente de Bangkok, el Weisshorn, iba a penetrar en el río Guadalquivir con destino al puerto de Sevilla. A la altura de Chipiona, debido a la marea baja, el barco quedó encallado en la plataforma continental, provocando vías de agua. El arroz se infló con el agua de mar hasta el punto de abollar las puertas metálicas que lo guardaban. El barco acabó partiéndose en dos y la tripulación huyó del barco hacia las costas de Chipiona. Se dice que el buque no encalló por accidente, sino que fue el Capitán el que lo acercó a propósito a la costa, por una deuda con el armador. Otra versión más oficial apunta a que el barco se encontraba fondeado en el día de los hechos frente a las costas de Sanlúcar a la espera de entrar por el río, en ese día hubo un fuerte temporal que rompió la cadena del ancla, y el navío se vio arrastrado por el viento y el oleaje hasta una zona poco profunda conocida como «Bajo Picacho», donde encalló.
Los vecinos de Sanlúcar y Chipiona sufrieron durante más de un mes un olor insoportable provocado por su putrefacción.
Este barco se puede ver desde Chipiona, Sanlúcar de Barrameda y la costa sur de Almonte y es conocido por los lugareños como el «Barco del arroz».

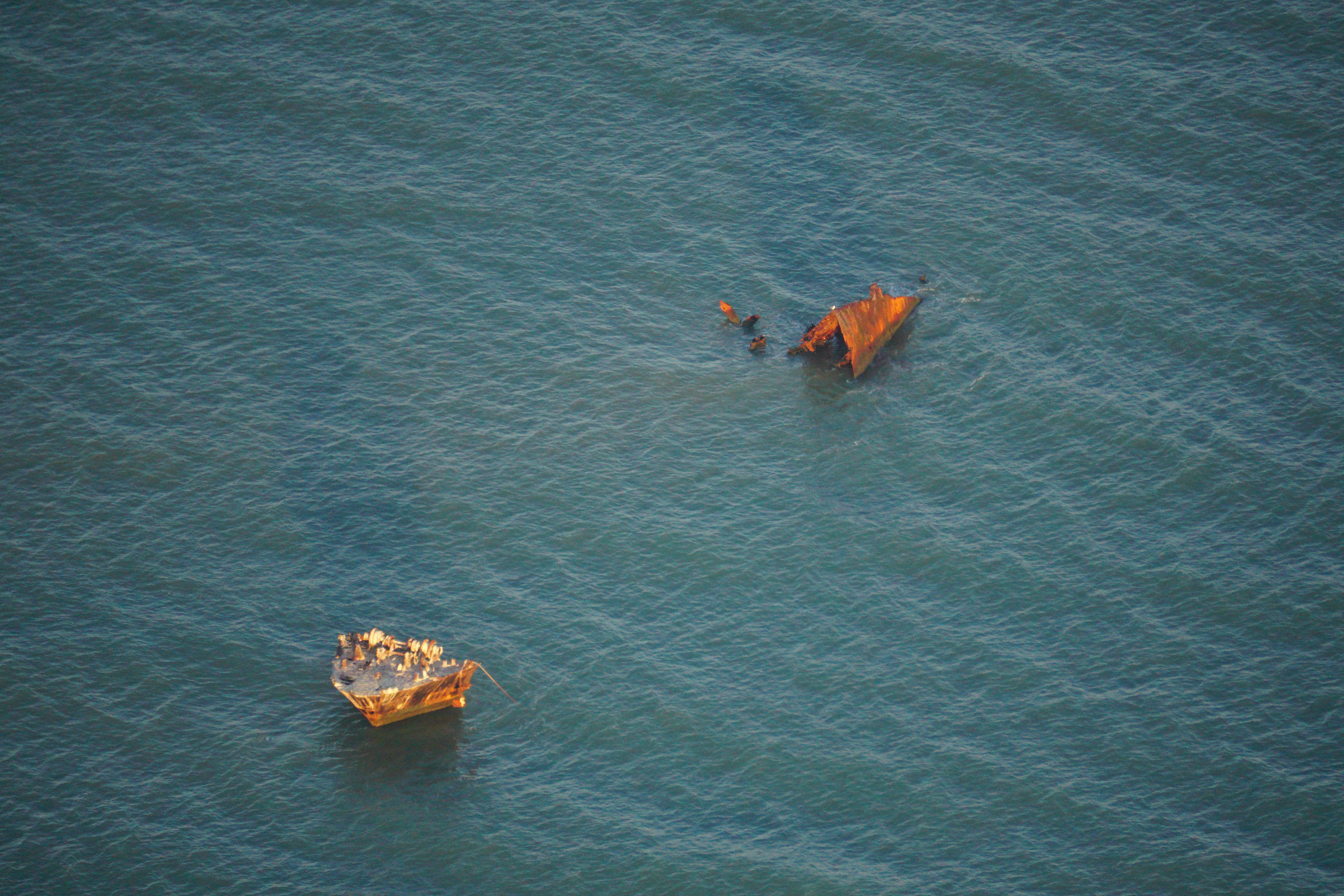
Vista aérea del barco del arroz de Sanlúcar de Barrameda